# Condado de Morrill
O Condado de Morrill é um dos 93 condados do estado norte-americano de Nebraska. A sede do condado é Bridgeport, que é também a sua maior cidade. O condado tem uma área de 3704 km² (dos quais 16 km² estão cobertos por água), uma população de 8204 habitantes, e uma densidade populacional de 1,47 hab/km² (segundo o censo nacional de 2000). Foi fundado em 1908 e recebeu o seu nome em homenagem a Charles Henry Morrill (1843-1928), explorador do Velho Oeste, agricultor, colonizador, empresário com um papel importante na economia do Nebraska e beneficente da Universidade de Nebraska-Lincoln.